# Rong Hao
Rong Hao (en chino simplificado, 荣昊; pinyin, Róng Hào; Wuhan, China, 7 de abril de 1987) es un exfutbolista de China que jugaba en la posición de lateral izquierdo.

## Carrera

### Club
| Periodo   | Club                        | Apariciones | Goles |
| --------- | --------------------------- | ----------- | ----- |
| 2006–2008 | Wuhan Guanggu               | 33          | 1     |
| 2009      | Jiangsu Sainty              | 27          | 0     |
| 2010–2011 | Hangzhou Greentown          | 50          | 1     |
| 2012–2020 | Guangzhou FC                | 71          | 4     |
| 2018      | → Shanghai Shenhua (cedido) | 23          | 1     |
| 2019-2020 | → Tianjin Teda (cedido)     | 35          | 3     |
| 2021      | Wuhan Three Towns           | 18          | 3     |
| 2022      | Zhejiang Professional       | 1           | 0     |
| 2022      | Guangzhou FC                | 15          | 0     |

### Selección nacional
Jugó para China en 43 ocasiones de 2009 a 2016 y participó en la Copa Asiática 2011.

## Logros
- Chinese Super League: 2012, 2013, 2014, 2015, 2016, 2017
- AFC Champions League: 2013, 2015
- Chinese FA Cup: 2012,[4] 2016
- Chinese FA Super Cup: 2016, 2017, 2018
- China League One: 2021

### Selección nacional
- Campeonato de Fútbol de Asia Oriental: 2010